# Гюнтер Доменик
Гюнтер Доменик (на немски: Günther Domenig) е един от най-видните австрийски архитекти от втората половина на 20 век, представител на „Грацката австрийска архитектурна школа“.

## Биография и творчество
Роден е на 6 юли 1934 година в Клагенфурт, Австрия. През 1953 г. завършва Техническото училище във Вилах специалност „Високи строежи“, след което следва и в 1959 се дипломира като архитект в Техническия университет в Грац.
През 1960 – 1973 г. е привърженик на архитектурните стилове структурализъм, брутализъм и деконструктивизъм, сътрудничи на Айлфрид Хут и на други австрийски и чужди архитекти.
През 1973 г. творческите му виждания еволюират към принципите на „органичната архитектура“, изразявайки ги чрез стиловете експресионизъм и постконструктивизъм със скулптурна пластичност и силна импресивност на архитектурната форма. Същата година основава собствено архитектурно бюро в Грац, по-късно открива филиали във Виена и Клагенфурт, впоследствие стават партньори с Герхард Валнер и правят съвместно бюро – „Доменик и Валнер“ (Architekten DOMENIG & WALLNER).
Привърженик е на многофункционалността на сградите (в едно от най-известните си произведения съчетава в една сграда културен център и банка), работи и театрална сценография, занимава се с научна и преподавателска работа.
За негов последовател се счита Франк Гери.
Гюнтер Доменик е професор в Техническия университет в Грац от 1980 г.
Умира на 15 юни 2012 г. в Грац на 77-годишна възраст.

## Най-значими произведения
- 1963 – 1968, Педагогическа академия в Грац (с Айлфрид Хут)
- 1965 – 1969, Енорийски център Оберварт (с Айлфрид Хут)
- 1973 – 1977, Многофукционална училищна зала в Грац
- 1974 – 1979, Филиал на Австрийската спестовна каса (на немски: Zentralsparkasse bank) на „Фаворитенщрасе“ (на немски: Favoritenstrasse) във Виена – „The Domenig Haus“, понастоящем тук действа културен център „Kulturvebrand Favoriten Galarie im Domenig-Haus“
- 1980, „Каменен дом“ (на немски: Steinhaus) на езерото Осиахер
- 1987, Фабрика Фундер (на немски: FunderMax GmbH Werk II) в Санкт Файт ан дер Глан
- 1993 – 1996, Университетска сграда RESOWI-Zentrum в Грац
- 1998, Музей „Документационен център на нацистките партийни кампании“ (на немски: Dokumentationszentrum Reichsparteitagsgelände) в Нюрнберг
- 2004, T-Center, офис комплекс на Дойче Телеком във Виена (с Херман Айзенкьок и Херфрид Пайкер)

## Галерия
- T-Center на Дойче телеком във Виена
- ReSoWi-Zentrum в Грац
- ReSoWi-Zentrum в Грац
- Филиал на Австрийската спестовна каса на „Фаворитенщрасе“ във Виена
- Каменна сграда на езерото Осиахер
- Музей „Документационен център на нацистките партийни кампании“ в Нюрнберг